# Хогмуд, Гюс
Гюс Хогмуд (нидерл. Guus Hoogmoed; род. 27 сентября 1981, Утрехт) — нидерландский легкоатлет, специалист по бегу на короткие дистанции. Выступал за сборную Нидерландов по лёгкой атлетике в 2000-х годах, обладатель бронзовой медали чемпионата мира, многократный победитель и призёр первенств национального значения, участник летних Олимпийских игр в Пекине.

## Биография
Гюс Хогмуд родился 27 сентября 1981 года в Утрехте, Нидерланды.
Впервые заявил о себе на международном уровне в сезоне 2003 года, когда вошёл в состав нидерландской национальной сборной и выступил на молодёжном европейском первенстве в Быдгоще, где в зачёте бега на 200 метров занял в финале восьмое место. Позднее принял участие в чемпионате мира в Париже, успешно выступил на предварительном квалификационном этапе эстафеты 4 × 100 метров, после чего в финале голландцы завоевали бронзовые награды.
В 2004 году стал вторым в смешанной эстафете 800 + 600 + 400 + 200 метров на Кубке Европы в помещении в Лейпциге. В качестве запасного бегуна Хогмуд присутствовал в нидерландской эстафетной команде на летних Олимпийских играх в Афинах, однако выйти здесь на старт ему не довелось.
В 2005 году в дисциплине 200 метров стал четвёртым на чемпионате Европы в помещении в Мадриде, бежал 100 и 200 метров на чемпионате мира в Хельсинки.
На чемпионате Европы 2006 года в Гётеборге дошёл до полуфинала в беге на 200 метров и занял восьмое место в эстафете 4 × 100 метров.
В 2007 году в дисциплине 200 метров стартовал на чемпионате мира в Осаке, остановился на стадии четвертьфиналов.
Благодаря череде успешных выступлений в 2008 году удостоился права защищать честь страны на Олимпийских играх в Пекине — в программе эстафеты 4 × 100 метров вместе с соотечественниками Мартеном Хейсеном, Патриком ван Лёйком и Каймином Дугласом благополучно преодолел предварительный квалификационный этап, тогда как в решающем забеге их команда показала худшее время и была дисквалифицирована.
В 2009 году в эстафете 4 × 100 метров стартовал на чемпионате мира в Берлине, в финал не вышел.
Завершил спортивную карьеру по окончании сезона 2012 года.